# Laura del Colle
Laura del Colle, född den 30 maj 1983 i Rosario, Argentina, är en argentinsk landhockeyspelare.
Hon tog OS-silver i damernas landhockeyturnering i samband med de olympiska landhockeytävlingarna 2012 i London.